# Laurent Nkunda
Laurent Nkunda, también llamado Nkundabatware, es un dirigente guerrillero banyamulengue, miembro del Reagrupamiento Congoleño para la Democracia (RCD), que actúa al este de la República Democrática del Congo desde 1998. Es también el fundador del Congreso Nacional para la Defensa del Pueblo (CNDP).
Nkunda fue instruido por el Frente Patriótico Ruandés (FPR), grupo en su momento rebelde en Ruanda que dirigía Paul Kagame, hoy presidente del país y ha sido apoyado fuertemente por Ruanda en los últimos años. Se le ha acusado de ser responsable de numerosos crímenes de guerra y crímenes contra la humanidad (matanzas, torturas, violaciones) y sigue rechazando unirse al Estado Mayor integrado del ejército congoleño.
Alcanzó notoriedad durante la segunda guerra del Congo por su actividad en Kisangani en agosto de 2002. Es responsable junto al coronel Mutebesi de muchas reivindicaciones tras la instauración en 2003 del Gobierno de transición:
- ataque a Bukavu en junio de 2004,
- llamada a la deserción a los soldados pertenecientes al antiguo RCD-Goma integrado en el ejército nacional en el Kivu norte en agosto de 2005,
- Movilización de los habitantes de varias ciudades en el territorio de Rutshuru, en la provincia de Kivu norte, en enero de 2006.

Se emitió una orden internacional de busca y captura en septiembre de 2005 y fue arrestado en Ruanda el 22 de enero de 2009 en una operación conjunta entre las autoridades de ese país y las de la República Democrática del Congo.

### Religión
Nkunda afirma ser ministro de la Iglesia Adventista del Séptimo Día, pero en realidad es cristiano pentecostal. En el documental de 2008 llamado Blood Coltan, Nkunda muestra orgullosamente un botón con la leyenda "Rebeldes por Cristo". También afirma recibir la visita de seguidores norteamericanos para la extensión del pentecostalismo en su país. En cambio, la Iglesia Adventista del Séptimo Día ha negado que Nkunda sea pastor o miembro de su iglesia.